# Габбелл (Небраска)
Габбелл (англ. Hubbell) — селище (англ. village) в США, в окрузі Теєр штату Небраска. Населення — 63 особи (2020).

## Географія
Габбелл розташований за координатами 40°0′31″ пн. ш. 97°29′49″ зх. д. / 40.00861° пн. ш. 97.49694° зх. д. (40.008741, -97.497006).  За даними Бюро перепису населення США в 2010 році селище мало площу 0,88 км², з яких 0,88 км² — суходіл та 0,00 км² — водойми.

## Демографія
Згідно з переписом 2010 року, у селищі мешкало 68 осіб у 31 домогосподарстві у складі 19 родин. Густота населення становила 77 осіб/км².  Було 44 помешкання (50/км²).
Расовий склад населення:
| - 100,0 % — білих |

До двох чи більше рас належало 0,0 %. Частка іспаномовних становила 1,5 % від усіх жителів.
За віковим діапазоном населення розподілялося таким чином: 20,6 % — особи молодші 18 років, 60,3 % — особи у віці 18—64 років, 19,1 % — особи у віці 65 років та старші. Медіана віку мешканця становила 51,0 року. На 100 осіб жіночої статі у селищі припадало 126,7 чоловіків;  на 100 жінок у віці від 18 років та старших — 116,0 чоловіків також старших 18 років.
Середній дохід на одне домашнє господарство  становив 37 591 долар США (медіана — 29 167), а середній дохід на одну сім'ю — 37 800 доларів (медіана — 29 167). Медіана доходів становила 28 438 доларів для чоловіків та 24 167 доларів для жінок. За межею бідності перебувало 30,8 % осіб, у тому числі 26,7 % дітей у віці до 18 років та 0,0 % осіб у віці 65 років та старших.
Цивільне працевлаштоване населення становило 24 особи. Основні галузі зайнятості: роздрібна торгівля — 20,8 %, транспорт — 16,7 %, оптова торгівля — 12,5 %, виробництво — 12,5 %.